# 1955-ös Tour de Hongrie
Az 1955-ös Tour de Hongrie a sorozat történetének 16. versenye volt, melyre szeptember 13. és 18. között került sor. A versenyt – amire 58 kerékpáros nevezett - egyéni és csapat teljesítmény alapján értékelték. A győzelmet a Honvéd versenyzője, Török Győző szerezte meg.

## Szakaszok
| Szakasz | Végpontok | Végpontok | Hossz  |             | Jelleg      | Időpont | Szakaszgyőztes |
| Szakasz | Rajt      | Cél       | Hossz  |             | Jelleg      | Időpont | Szakaszgyőztes |
| ------- | --------- | --------- | ------ | ----------- | ----------- | ------- | -------------- |
| 1.      | Budapest  | Miskolc   | 182 km | sík szakasz | sík szakasz |         | Török Győző    |
| 2.      | Miskolc   | Debrecen  | 138 km |             |             |         | Bencze János   |
| 3.      | Debrecen  | Szeged    | 229 km | sík szakasz | sík szakasz |         | Viszt György   |
| 4.      | Szeged    | Pécs      | 196 km | sík szakasz | sík szakasz |         | Csikós Mihály  |
| 5.      | Pécs      | Budapest  | 196 km | sík szakasz | sík szakasz |         | Ötvös          |

## Az összetett verseny végeredménye
|    | Versenyző     | Csapat              | Idő         |
| -- | ------------- | ------------------- | ----------- |
| 1. | Török Győző   | Bp. Honvéd I.       | 29h 48' 11" |
| 2. | Albert József | Bp. Kinizsi         | + 4' 34"    |
| 3. | Szabó Lajos   | Bp. Dózsa I.        | + 10' 32"   |
| 4. | Csikós Mihály | Bp. Vörös Lobogó I. | + 18' 54"   |
| 5. | Csomor Elek   | Bp. Honvéd I.       | + 24' 36"   |
| 6. | Sere Gyula    | Bp. Dózsa I.        | + 28' 47"   |

## Csapatverseny
|    | Csapat           | Idő          |
| -- | ---------------- | ------------ |
| 1. | Bp. Honvéd I.    | 90h 17' 40"  |
| 2. | Bp. Dózsa I.     | + 34' 55"    |
| 3. | Bp. Vörös Lobogó | + 1h 36' 25" |
| 4. | Bp. Vasas I.     | + 3h 06' 39" |
| 5. | 29. sz. Építők   | + 3h 25' 35" |
| 6. | Bp. Kinizsi      | + 4h 27' 04" |